# Béthemont-la-Forêt
Béthemont-la-Forêt és un municipi francès, situat al departament de Val-d'Oise i a la regió d'Illa de França. L'any 2007 tenia 425 habitants.
Forma part del cantó de Domont, del districte de Pontoise i de la Comunitat de comunes de la Vallée de l'Oise et des Trois Forêts.

## Demografia

### Població
El 2007 la població de fet de Béthemont-la-Forêt era de 425 persones. Hi havia 140 famílies, de les quals 16 eren unipersonals (16 dones vivint soles i 16 dones vivint soles), 44 parelles sense fills, 68 parelles amb fills i 12 famílies monoparentals amb fills.
La població ha evolucionat segons el següent gràfic:
Habitants censats

### Habitatges
El 2007 hi havia 172 habitatges, 157 eren l'habitatge principal de la família, 9 eren segones residències i 6 estaven desocupats. 166 eren cases i 2 eren apartaments. Dels 157 habitatges principals, 147 estaven ocupats pels seus propietaris, 6 estaven llogats i ocupats pels llogaters i 4 estaven cedits a títol gratuït; 3 tenien una cambra, 3 en tenien dues, 6 en tenien tres, 37 en tenien quatre i 108 en tenien cinc o més. 140 habitatges disposaven pel capbaix d'una plaça de pàrquing. A 46 habitatges hi havia un automòbil i a 107 n'hi havia dos o més.

### Piràmide de població
La piràmide de població per edats i sexe el 2009 era:
| Homes | Edats   | Dones |
| ----- | ------- | ----- |
| 0     | 95 o +  | 0     |
| 0     | 90 a 94 | 4     |
| 0     | 85 a 89 | 4     |
| 0     | 80 a 84 | 0     |
| 4     | 75 a 79 | 0     |
| 4     | 70 a 74 | 8     |
| 0     | 65 a 69 | 8     |
| 12    | 60 a 64 | 4     |
| 16    | 55 a 59 | 12    |
| 36    | 50 a 54 | 32    |
| 20    | 45 a 49 | 20    |
| 20    | 40 a 44 | 20    |
| 4     | 35 a 39 | 8     |
| 12    | 30 a 34 | 16    |
| 8     | 25 a 29 | 8     |
| 24    | 20 a 24 | 4     |
| 24    | 15 a 19 | 20    |
| 20    | 10 a 14 | 12    |
| 4     | 5 a 9   | 8     |
| 16    | 0 a 4   | 8     |

## Economia
El 2007 la població en edat de treballar era de 311 persones, 238 eren actives i 73 eren inactives. De les 238 persones actives 221 estaven ocupades (109 homes i 112 dones) i 17 estaven aturades (10 homes i 7 dones). De les 73 persones inactives 24 estaven jubilades, 28 estaven estudiant i 21 estaven classificades com a «altres inactius».

### Ingressos
El 2009 a Béthemont-la-Forêt hi havia 155 unitats fiscals que integraven 431,5 persones, la mediana anual d'ingressos fiscals per persona era de 28.594 €.

### Activitats econòmiques
Dels 30 establiments que hi havia el 2007, 1 era d'una empresa de fabricació de material elèctric, 3 d'empreses de fabricació d'altres productes industrials, 3 d'empreses de construcció, 2 d'empreses de comerç i reparació d'automòbils, 2 d'empreses d'informació i comunicació, 3 d'empreses financeres, 2 d'empreses immobiliàries, 8 d'empreses de serveis, 2 d'entitats de l'administració pública i 4 d'empreses classificades com a «altres activitats de serveis».
Dels 4 establiments de servei als particulars que hi havia el 2009, 2 eren lampisteries, 1 empresa de construcció i 1 agència immobiliària.
L'any 2000 a Béthemont-la-Forêt hi havia 7 explotacions agrícoles que ocupaven un total de 324 hectàrees.

## Equipaments sanitaris i escolars
El 2009 hi havia una escola elemental.

## Poblacions més properes
El següent diagrama mostra les poblacions més properes.